# Сайпресс (Іллінойс)
Сайпресс (англ. Cypress) — селище (англ. village) в США, в окрузі Джонсон штату Іллінойс. Населення — 217 осіб (2020).

## Географія
Сайпресс розташований за координатами 37°21′57″ пн. ш. 89°1′8″ зх. д. / 37.36583° пн. ш. 89.01889° зх. д. (37.365722, -89.018887).  За даними Бюро перепису населення США в 2010 році селище мало площу 1,96 км², з яких 1,95 км² — суходіл та 0,01 км² — водойми.

## Демографія
Згідно з переписом 2010 року, у селищі мешкали 234 особи в 98 домогосподарствах у складі 68 родин. Густота населення становила 120 осіб/км².  Було 111 помешкання (57/км²).
Расовий склад населення:
| - 95,3 % — білих - 2,6 % — корінних американців - 0,4 % — азіатів |

До двох чи більше рас належало 1,7 %. Частка іспаномовних становила 4,3 % від усіх жителів.
За віковим діапазоном населення розподілялося таким чином: 21,4 % — особи молодші 18 років, 63,6 % — особи у віці 18—64 років, 15,0 % — особи у віці 65 років та старші. Медіана віку мешканця становила 42,0 року. На 100 осіб жіночої статі у селищі припадало 96,6 чоловіків;  на 100 жінок у віці від 18 років та старших — 89,7 чоловіків також старших 18 років.
Середній дохід на одне домашнє господарство  становив 41 206 доларів США (медіана — 37 143), а середній дохід на одну сім'ю — 52 343 долари (медіана — 43 750). Медіана доходів становила 41 250 доларів для чоловіків та 26 250 доларів для жінок. За межею бідності перебувало 16,2 % осіб, у тому числі 31,1 % дітей у віці до 18 років та 4,7 % осіб у віці 65 років та старших.
Цивільне працевлаштоване населення становило 94 особи. Основні галузі зайнятості: освіта, охорона здоров'я та соціальна допомога — 35,1 %, роздрібна торгівля — 18,1 %, транспорт — 10,6 %, науковці, спеціалісти, менеджери — 9,6 %.